# Рессель, Доминик
Доминик Рессель (нем. Dominic Ressel; род. 5 октября 1993, Киль) — немецкий дзюдоист, выступающий в весовой категории до 81 килограмма. Бронзовый призёр Олимпийских игр (2020, командный турнир), бронзовый призёр чемпионата Европы.

## Биография
Доминик Рессель родился 5 октября 1993 года в Киле, начал заниматься дзюдо в возрасте четырёх лет.

## Карьера
В 2014 выиграл бронзовую медаль на European Open в Лиссабоне.
В 2015 году завоевал бронзовые медали на турнире Большого шлема в Баку и на European Open в Минске, а затем вновь стал третьим на взрослом Кубке Европы в Словении. На Гран-при в Улан-Баторе проиграл в матче за бронзу и стал пятым, а в Ташкенте выбыл на стадии четвертьфинала. На Кубке Европы в Малаге завоевал золотую медаль.
В 2016 году на European Open в Софии завоевал серебро, а на Гран-при в Дюссельдорфе стал бронзовым призёром. Рессель выиграл турнир European Open в Глазго и стал вторым на «Большом шлеме» в Токио.
На чемпионате Европы 2017 года в Варшаве завоевал серебро, а на Гран-при в Словении стал третьим. На турнире Большого шлема в Абу-Даби выбыл из борьбы за медали на стадии четвертьфинала, но менее чем через месяц завоевал ещё одно серебро на Гран-при в Гааге.
В феврале 2018 года выиграл бронзу на European Open в Оберварте, а менее чем через две недели вновь стал третьим на «Большом шлеме» в Дюссельдорфе. На Гран-при Адагира стал пятым, проиграв в бронзовом поединке, но в июле в Загребе выиграл золотую медаль. На Гран-при в Гааге завоевал бронзу.
В 2019 году в феврале выиграл золотую медаль на турнире Большого шлема в Париже, а затем стал третьим в Дюссельдорфе. На Гран-при в Хух-Хото в мае стал третьим, а на чемпионате мира в Токио на олимпийской арене «Ниппон Будокан» выбыл в четвертьфинале и стал седьмым. В октябре на Гран-при в Абу-Даби стал третьим. В конце года выступил на «Мастерс» в Циндао, где проиграл в бронзовом поединке.
В начале года дважды стал пятым на Гран-при в Тель-Авиве и «Большом шлеме» в Дюссельдорфе, а затем в Тель-Авиве остановился на стадии четвертьфинала.
В 2021 году выступил на Олимпийских играх, где в личном турнире проиграл в матче за бронзовую медаль и стал пятым, а в составе команды выиграл бронзовую медаль.